# Laboratoire de chimie-physique matière et rayonnement
Le Laboratoire de chimie-physique matière et rayonnement (LCPMR) est une unité mixte de recherche française, rattachée à Sorbonne Université (anciennement Université Pierre-et-Marie-Curie) et aux instituts CNRS Chimie et CNRS Physique du CNRS. Le laboratoire est financé par des fonds publics. Il a été créé pour Jean Perrin.

## Historique
À la suite des travaux remarquables de Jean Perrin et après une intervention de Léon Blum, l'université de Paris décide de la construction d'un laboratoire pour Jean Perrin en 1922, en plein cœur du Quartier latin, à Paris. Jean Perrin en suit personnellement la construction qui est achevée en 1926, année au cours de laquelle, Jean Perrin reçoit le prix Nobel de physique. Edmond Bauer, à partir de 1945, puis Yvette Cauchois, à partir de 1953, en furent directeurs.

## Description
L’unité est située dans le Laboratoire de Chimie Physique-Matière et Rayonnement sur le campus Pierre et Marie Curie, Place Jussieu dans le 5e arrondissement, et regroupe des équipes de physico-chimistes et de physiciens, expérimentateurs et théoriciens, spécialisés dans l’étude des interactions rayonnement-matière.

## Personnel
Le personnel du laboratoire comporte des employés, des doctorants, des chercheurs détachés de la fonction publique (travaillant au synchrotron SOLEIL), des professeurs émérites et parfois des bénévoles.
Les différentes qualifications sont le doctorat ou le niveau bac+8 pour les professeurs et les chercheurs, le niveau bac+4 à bac +8 pour les ingénieurs, le BTS pour le personnel de secrétariat et le BEP pour les mécaniciens.